# Комета (футбольный клуб, Лыткарино)
«Комета» — советский и российский футбольный клуб из Лыткарино. Основан не позднее 1968 года.

## История
В 1968 и 1969 годах принимал участие в первенстве СССР среди команд мастеров. В 1968 году клуб занял 7-е из 15 мест в зональном турнире РСФСР класса «Б», а в 1969 году — 13-е из 16 мест.
Участвовал в четырёх чемпионатах Московской области. Наивысшим достижением является 5-е место в 1985 году. Последний раз участвовал в 1994 году. Дальнейшая судьба неизвестна.

## Достижения
- 7-е место в зональном турнире РСФСР класса «Б» (1968).